# Isobar
Isobar Inc. es un corporativo de servicios digitales fundado en 2004 como parte del grupo Aegis, ahora Aegis Dentsu tras su adquisición por parte la compañía japonesa de marketing Dentsu. Isobar cuenta con oficinas en más de 44 países  y tiene más de 4000 empleados.
Su nombre es el acrónimo de Integrated Solutions One to One Brand And Response. Entre los servicios que ofrece se encuentran estrategias de marketing, diseño digital, desarrollo web, investigación y análisis de mercados.
De acuerdo a la propia compañía, sus actividades se pueden catalogar en :
- Estrategia
- Campañas
- Experiencias
- Plataformas
- Productos[3]

Entre sus clientes se encuentran Adidas, Coca-Cola,  Google,  Kellogg's y Procter & Gamble.